# 安德列·科貝茨
安德列·科貝茨（Andrei Cobeț，1997年1月3日—），是摩尔多瓦职业足球运动员，司职前锋，效力斯拉維亞莫茲里足球俱樂部。

## 职业生涯
2022年1月28日，科貝茨与白俄罗斯超级联赛球队斯拉維亞莫茲里签订为期一年的合同。